# Ситилидис, Джон
Джон Ситили́дис (англ. John Sitilides; род. 8 февраля 1962, Джерси-Сити, Нью-Джерси, США) — американский политический стратег и комментатор, эксперт в области государственного управления, геополитических рисков и стратегических коммуникаций. Геополитический стратег и дипломатический консультант Государственного департамента по вопросам политики США в Юго-Восточной Европе и на Ближнем Востоке. Руководитель Программы Госдепа по углубленным региональным исследованиям Юго-Восточной Европы в Институте зарубежной службы (2006—н. в.), принципал в компании «Trilogy Advisors» (2005—н. в.). Выступает на телеканалах CNN, Fox News, CNN International, One America News, BBC News, CGTN (Китай), RT America (Россия), i24NEWS (Израиль), Alhurra TV и др., а также цитируется в «The Wall Street Journal», «The New York Times», «The Washington Post», «The Washington Times», «Bloomberg News», «Politico», «National Public Radio», «Institutional Investor» и др. Член Республиканской партии, а также многочисленных профессиональных организаций и компаний.
Будучи активным деятелем греческой диаспоры, является членом Американо-греческого прогрессивного просветительского союза (AHEPA), совета попечителей благотворительного фонда «Leadership 100» Греческой православной архиепископии Америки, оказывающего поддержку организациям Американской архиепископии в продвижении и развитии греческого православия и эллинизма в США, и Ордена святого апостола Андрея (архонт референдариос Вселенского Патриархата, 2017).

## Биография
Родился в греческой семье.

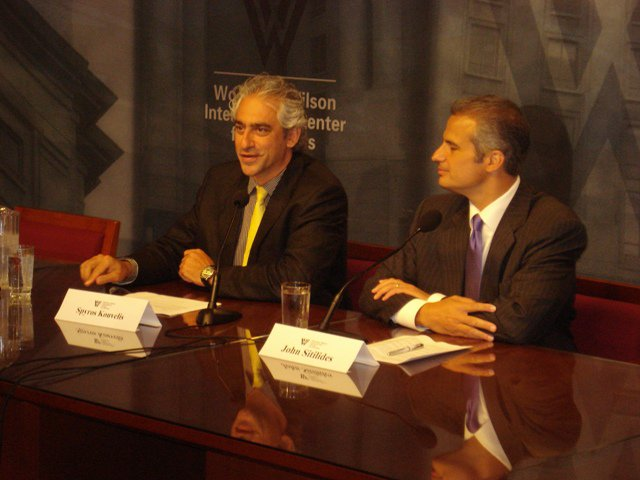
Джон Ситилидис (справа) во время официального визита зам. министра иностранных дел Греции Спироса Кувелиса (слева) в США (2010). В Центре Вудро Вильсона (Вашингтон).

Получил степени бакалавра политологии в Куинз-колледже Городского университета Нью-Йорка (1983) и магистра международных отношений в Школе международных отношений Колумбийского университета (1986).
В 1985—1993 годах — помощник сенатора США от Нью-Йорка Эла Дамато (член Республиканской партии), в том числе во время двух его успешных предвыборных кампаний (1986, 1992).
В 1993—1997 годах — стратег в крупной строительной компании «AKT Development» (Сакраменто, Калифорния), принадлежащей Анджело Цакопулосу.
В 1998—2004 годах — исполнительный директор учреждённого им в Вашингтоне Центра западной политики (Western Policy Center), занимающегося вопросами международных отношений, в частности исследованием и прогнозированием политических и торговых аспектов, а также политики безопасности США, НАТО и ЕС в Юго-Восточной Европе.
В 2005—2011 годах — руководитель Проекта по Юго-Восточной Европе в Центре Вудро Вильсона.
В 2005 году основал ООО «Trilogy Advisors».
В 2006—2015 годах — член совета директоров биотехнологической компании «Biovest International» (Миннеаполис, Миннесота).
С 2013 года — член совета директоров компании «3doo».
Член совета директоров международной гуманитарной организации «International Orthodox Christian Charities».
Содействовал разработке законопроекта P.L. 105-51 Конгресса США, благодаря принятию которого в 1997 году Вселенский Патриарх Варфоломей был удостоен Золотой медали Конгресса.

## Личная жизнь
С 1997 года женат на Анджеле Бет Джонсон, адвокате и бизнесвумен, в браке с которой имеет четырёх сыновей. Семья проживает в Маклейне (Вирджиния).
Владеет греческим языком. Увлекается чтением и бейсболом.

## Публикации
- Cementing A Long-Term Deal With Greece", Washington Times (2017)
- Threatening Farmers' Property Rights", Washington Times (2017)
- How Global Risks Will Test the Trump Administration, Washington Times (2017)
- The National Infrastructure Dilemma, Washington Times (2016)
- Vortex of Turmoil, Vacuum of Power, Washington Times (2016)
- A Question of Engagement: Geopolitics and the American Factor, Foundation for European & Foreign Policy (2014)
- The Modern Geopolitics of the Cyprus Question, Mediterranean Quarterly (2014)
- The View From Across The Atlantic, Odyssey Magazine (2009)
- Quiet Bridge-Building in Greek-Turkish Relations, Washington Times (2008)